# Erento
Die erento GmbH betreibt einen Online-Marktplatz für Mietartikel in Deutschland. Das Unternehmen ordnet sich im Bereich Collaborative Consumption ein. erento-Mietplattformen existieren auch in Großbritannien, Österreich, der Schweiz und Finnland.

## Geschichte
Das Unternehmen wurde im Jahr 2003 von Chris Möller und Uwe Kampschulte als Start-up in Berlin gegründet. 2006 wurden rund 200.000 Mietartikel auf der Plattform angeboten, 2007 vervierfachte sich die Anzahl auf rund 640.000. 2007 stieg die Holtzbrinck-Gruppe bei erento ein. Der Risikokapitalgeber des Verlagshauses, die Holtzbrinck-Ventures GmbH, übernahm 13 % des Unternehmens, um es nach eigenen Aussagen als „eBay des Mietmarktes“ zu positionieren. 2011 übernahm das österreichische Verlagshaus Russmedia (bis 2012: Vorarlberger Medienhaus) alle Anteile an erento.
2012 eröffnete erento das erste internationale Büro bei London. 2013 übernahm das Unternehmen die finnische Plattform iRent.fi von Laakeri Media. erento unternahm mit dem Kauf des Portals einen Schritt in Richtung des privaten Mietmarkts. 2018 wurde Eugen B. Russ, der zu Russmedia wechselte, von Robert Rutkowski als Geschäftsführer abgelöst.
2020 übernahm erento die Wohnmobil-Vermittlung Campanda. Der Kaufpreis wurde nicht bekannt gegeben.

## Unternehmen
Im Jahr 2013 besuchten nach Eigenangaben rund 9 Millionen Nutzer die deutsche erento-Seite. Auf allen erento-Seiten sind über 1,2 Millionen Produkte und Dienstleistungen eingestellt, die von über 3.000 Vermietern angeboten werden.
2018 gehörte erento mit rund 25.000 Mietanfragen pro Tag zu Europas größten Mietportalen und stellte rund 100.000 Produkte und Dienstleistungen zum Angebot. Im ersten Halbjahr 2018 betrug die Summe aller Mietanfragen rund 62 Millionen Euro.

## Funktionsweise
Die Kunden von erento sind Vermieter, die ein physisches Produkt wie z. B. ein privates Auto oder eine Dienstleistung zur Miete anbieten.
Im Juli 2010 wurde das Geschäftsmodell vom Provisionsmodell in ein Kontaktmodell überführt. Mit dem Kontaktmodell kann jeder Vermieter eine bestimmte Anzahl an Artikeln pro Monat gegen einen festen Betrag einstellen. Die Kontaktdaten der Vermieter wie Firmenname und Rufnummer werden seit dem Livegang des Kontaktmodells öffentlich angezeigt. Potenzielle Mieter können so über die erento-Website mit ihrem erwählten Vermieter in Kontakt treten.